# زبان اشاره گرجی
زبان اشاره گرجستانی زبان اشاره‌ای است که توسط ناشنوایان و کم شنوایان در گرجستان استفاده می‌شود.